# سنا نصر
سنا نصر(21 أكتوبر 1971-) إعلامية لبنانية

## حياتها
وُلدت في مستشفى الجامعة الأميركية ببيروت. والدها ميشال أبي سعد الذي يشغل منصب مدير في شركة «طيران الشرق الأوسط» ووالدتها سعاد أبي سعد، بدأت رحلتها الدراسية في المدرسة الإنجيلية الفرنسية واستمرت فيها حتى الصف الأول ثانوي، لتكمل السنتين الأخيرتين في مدرسة «المنصف ناسيونال سكول»، أكملت دراستها في الجامعة اللبنانية الأمريكية ودرست الإخراج والصحافة وتخرجت بتميز من دون أن تحمل أي مادة من سنة إلى أخرى.

### حياتها الأسرية
تزوجت من عمر نصر عام 1993. رزقت منه بثلاث بنات، إنفصلت عن زوجها عام 2012 بعد زواج دام ثمانية عشر عاما.

## مشوارها المهني
- بدأت العمل التلفزيوني بعد دخول إبنتها المدرسة، كانت انطلاقتها مع تلفزيون لبنان أثر التدريب الذي أجرته في المؤسسة الرسمية خلال دراستها الجامعية.
- أول برنامج لها كان سيني فيزيون بعدها برنامج الألعاب آلو نعم كان يعرض مرة في الأسبوع، كما تابعت مسيرتها بشكل يومي من خلال برنامج صبحية.. بعد مضي ثماني سنوات على وجودها في تلفزيون لبنان.
- عام 1998 قدمت برنامجا للمسابقات على شاشة إم بي سي بعنوان سندباد العرب
- عام 2002 إنتقلت إلى المؤسسة اللبنانية للإرسال لترسو في برنامج tea time الذي قدّمته إلى جانب زميلاتها داليدا بارود، زينة الراسي وجويل فضول وشربل راجي.
- عام 2007 وقع اختيار المخرج سيمون أسمر عليها لتقدم برنامج المنوعات قلبي دليلي.
- انفردت بتقديم اللوتو اللبناني بعدما قدمته ريما نجيم على تلفزيون لبنان
- قدمت أيضاً برنامجاً عبر راديو «سترايك» بعنوان «سوا مع سنا»، لمدة سنة ونصف تقريباً.
- بعدها قدمت برنامجاً إذاعياً بعنوان هوا بيروت  على fame fm وبرنامجاً أخر على إذاعة ميلودي بنفس العنوان
- افتتحت سنا مطعما في بيروت يحمل اسم سنسون لكنه أقفل بعد ذلك.
- قدمت الكثير من الإعلانات لعدة منتجات منذ العام 1995 -حتى الآن

في عام 2006 انضمت لجامعة الروح القدس أن تخرجت في عام 2008 على درجة الماجستير في السينما الوسائط المتعددة والتلفزيون. في عام 2010 قبلت في جامعة الروح القدس الكسليك للدكتوراه بعد ترشيحها
في أكتوبر 2016 قدمت على إذاعة باور أف أم التي يرأسها جو معلوف برنامجا بعنوان «سنة ورا سنا» من الإثنين إلى الجمعة بين 7:30 و10 صباحاً.
- غادرت المؤسسة اللبنانية للإرسال في نهاية يوليو 2017 بعدما كانت متوجهة للعمل مع أحد طلابها ومنع من الدخول لمبنى المؤسسة فأصرت على ذلك قائلة كلانا أو لا أحد فدخل الطالب وأبلغت لاحقا بقرار فصلها واصفة بأنها حزينة لترك برنامج اللوتو الذي قدمته على طيلة أعوام [2]

## البرامج التي قدمتها
| البرنامج        | القناة        | العام         |
| --------------- | ------------- | ------------- |
| سيني فيزيون     | تلفزيون لبنان | 1991-1992     |
| ألو نعم         | تلفزيون لبنان | 1996-1999     |
| صبحية           | تلفزيون لبنان | 1997-2002     |
| التحدي الكبير   | تلفزيون لبنان | 1998-1999     |
| سندباد العرب    | إم بي سي      | 1998-1999     |
| خليك عالخط      | تلفزيون لبنان | 1999-2000     |
| اللوتو اللبناني | تلفزيون لبنان | 1999-2000     |
| اللوتو اللبناني | ال بي سي      | 2002-2017     |
| تي تايم         | ال بي سي      | 2002-2005     |
| قلبي دليلي      | ال بي سي      | 2006          |
| انت ومعي        | قناة لبنان 24 | 2017-حتى الآن |

## مشاركتها في ديو المشاهير
في نوفمبر 2015 شاركت سنا نصر في برنامج ديو المشاهير (الموسم الرابع) على شاشة إم تي في اللبنانية بهدف مساعدة أحد الجمعيات الإنسانية لكنها خرجت في البرايم الخامس متبرعة بالمبلغ الذي حصلت عليه للجمعية أبعاد الخيرية التي تدعمها 